# イエロー・サブマリン 〜ソングトラック〜
『イエロー・サブマリン 〜ソングトラック〜』（英語: Yellow Submarine Songtrack）は、ビートルズのコンピレーション・アルバム。ビートルズを主人公にしたアニメ映画『イエロー・サブマリン』のサウンドトラックアルバム。1999年9月13日にリリースされた。

## 解説
1969年にリリースされた同映画のサウンドトラック・アルバム『イエロー・サブマリン』に収録されたビートルズの全楽曲と、映画で使われたその他の曲が収録されている。なおジョージ・マーティンによるオーケストラの楽曲は収録されていないため、タイトルが示すとおりサウンドトラックではなくソングトラックである。同時発売のLPは初版のみイエロー・ヴィニール仕様。なお、映画で使用されたビートルズの楽曲の中で、「ア・デイ・イン・ザ・ライフ」は未収録となった。
プロデューサーはアビー・ロード・スタジオのエンジニアでもあり、5.1chについての知識もあるピーター・コビンが抜擢された。
全曲でリミックスが行われている。ダビング以前のマスター・テープまでさかのぼり各トラックを同期させることにより、今まで1つのトラックに入っていた各パートの音を分離させ位相や音量等を自由に制御可能になり、音の分離もよくなった。また、特殊なノイズを取り除くプログラムでのコンピュータ処理によって音のノイズも減った。
リミックス作業の効果は音質改善のみならず、サウンドデザインの変更にも及んでいる。顕著な例としては、以下の楽曲が挙げられる。
- 「エリナー・リグビー」
ストリングスはまとめてモノラル・ミックスされていたが、ここでは弦楽四部がそれぞれ別に定位したステレオミックスに変わっている。また、1966年のミックスで、最初のコーラスが終わった後の歌いだしの「Ele...」まで左に定位してしまうというミスが生じていたが、本作ではボーカルが中央に定位している。
- 「サージェント・ペパーズ・ロンリー・ハーツ・クラブ・バンド」
ボーカル・トラックがオリジナルでは右チャンネルに固定されていたものが、本アルバムでは中央に変更されている。
- 「オンリー・ア・ノーザン・ソング」
従来の作品では、特殊事情により擬似ステレオでの収録だったが、本作ではリアル・ステレオ化されている。

CD発売と前後して、映画『イエロー・サブマリン』もサウンドの5.1ch化および楽曲等のリミックスや画質の補正などを行い、DVDとしてリリースされた。

## 曲目
特記を除き、作詞作曲はレノン＝マッカートニーによるもの。
アナログ盤は「ベイビー・ユーアー・ア・リッチ・マン」以降がB面である。
| #         | タイトル                                                                                            | 作詞・作曲         | リード・ボーカル                               | 時間  |
| --------- | --------------------------------------------------------------------------------------------------- | ------------------ | ---------------------------------------------- | ----- |
| 1.        | 「イエロー・サブマリン」(Yellow Submarine)                                                          |                    | リンゴ・スター                                 | 2:38  |
| 2.        | 「ヘイ・ブルドッグ」(Hey Bulldog)                                                                   |                    | ジョン・レノン                                 | 3:14  |
| 3.        | 「エリナー・リグビー」(Eleanor Rigby)                                                               |                    | ポール・マッカートニー                         | 2:06  |
| 4.        | 「ラヴ・ユー・トゥ」(Love You To)                                                                   | ジョージ・ハリスン | ジョージ・ハリスン                             | 3:01  |
| 5.        | 「オール・トゥゲザー・ナウ」(All Together Now)                                                      |                    | ポール・マッカートニー ジョン・レノン （一部） | 2:10  |
| 6.        | 「ルーシー・イン・ザ・スカイ・ウィズ・ダイアモンズ」(Lucy In The Sky With Diamonds)                 |                    | ジョン・レノン                                 | 3:28  |
| 7.        | 「嘘つき女」(Think For Yourself)                                                                    | ジョージ・ハリスン | ジョージ・ハリスン                             | 2:18  |
| 8.        | 「サージェント・ペパーズ・ロンリー・ハーツ・クラブ・バンド」(Sgt. Pepper's Lonely Hearts Club Band) |                    | ポール・マッカートニー                         | 2:02  |
| 9.        | 「ウィズ・ア・リトル・ヘルプ・フロム・マイ・フレンズ」(With A Little Help From My Friends)          |                    | リンゴ・スター                                 | 2:44  |
| 10.       | 「ベイビー・ユーアー・ア・リッチマン」(Baby, You're A Rich Man)                                     |                    | ジョン・レノン                                 | 3:03  |
| 11.       | 「オンリー・ア・ノーザン・ソング」(Only a Northern Song)                                            | ジョージ・ハリスン | ジョージ・ハリスン                             | 3:27  |
| 12.       | 「愛こそはすべて（オール・ユー・ニード・イズ・ラヴ）」(All You Need Is Love)                        |                    | ジョン・レノン                                 | 3:57  |
| 13.       | 「ホエン・アイム・シックスティ・フォー」(When I'm Sixty-Four)                                       |                    | ポール・マッカートニー                         | 2:37  |
| 14.       | 「ひとりぼっちのあいつ」(Nowhere Man)                                                               |                    | ジョン・レノン                                 | 2:44  |
| 15.       | 「イッツ・オール・トゥ・マッチ」(It's All Too Much)                                                 | ジョージ・ハリスン | ジョージ・ハリスン                             | 6:25  |
| 合計時間: | 合計時間:                                                                                           | 合計時間:          | 合計時間:                                      | 45:54 |

## チャート成績
| チャート（1999年）               | 最高位 |
| -------------------------------- | ------ |
| オーストリア (Ö3 Austria)        | 8      |
| ベルギー (Ultratop Wallonia)     | 9      |
| ベルギー (Ultratop Flanders)     | 19     |
| カナダ (RPM Albums Chart)        | 12     |
| オランダ (MegaCharts)            | 45     |
| フランス (SNEP)                  | 31     |
| ドイツ (Offizielle Top 100)      | 11     |
| イタリア (FIMI)                  | 15     |
| 日本 (オリコン)                  | 6      |
| ノルウェー (VG-lista)            | 26     |
| スウェーデン (Sverigetopplistan) | 22     |
| スイス (Schweizer Hitparade)     | 23     |
| UK アルバムズ (OCC)              | 8      |
| US Billboard 200                 | 15     |

| チャート（1999年） | 順位 |
| ------------------ | ---- |
| イタリア (FIMI)    | 132  |
| 日本 (オリコン)    | 121  |

## 認定
| 国/地域                       | 認定     | 認定/売上数 |
| ----------------------------- | -------- | ----------- |
| フランス (SNEP) 2012 remaster | Diamond  | 500,000*    |
| 日本 (RIAJ)                   | Platinum | 177,000     |
| イギリス (BPI)                | Gold     | 100,000^    |
| アメリカ合衆国 (RIAA)         | Gold     | 500,000^    |
| ^ 認定のみに基づく出荷枚数    |          |             |